# Дианетика
Диане́тика (от греч. διά — «через» и νοῦς — «разум» (см. нус)) — созданное американским писателем-фантастом Лафайетом Рональдом Хаббардом псевдонаучное учение, методики которого, согласно автору, могут помочь снизить влияние прошлых нежелательных ощущений и эмоций, нерациональных страхов и психосоматических заболеваний (заболеваний, вызванных или усугублённых эмоциональными расстройствами) на человека в настоящее время. Сторонники также описывают дианетику как «то, как разум влияет на тело». На дианетике основывается саентологическое учение, также оцениваемое как лженаучное.
Рядом исследователей характеризуется как деструктивный психокульт. В России агитация и использование методов дианетики в системе здравоохранения запрещены.
Согласно учению Л. Р. Хаббарда, причинами психосоматических физических заболеваний и проблем с разумом являются находящиеся в реактивном уме записи испытанных человеком болезненных моментов в прошлом, которые Л. Р. Хаббард назвал инграммами (или энграммами). Заявленная цель дианетики — помочь человеку избавиться от воздействия этой части разума путём многократного прохождения через инграммы, вследствие чего они перестают оказывать воздействие на человека. При этом отрицательная энергия травмы или болезненного момента рассеивается, что повышает энергичность и разумность человека. Состояние, когда человек избавился от инграмм, Л. Р. Хаббард назвал «клир» (англ. clear — чистый).

## Символ дианетики

Символ дианетики

Символом дианетики является зелёный треугольник, символизирующий греческую букву «дельта», который разделён на четыре части жёлтыми горизонтальными полосами. Жёлтые линии символизируют жизнь. Зелёный цвет символизирует рост, а сами зелёные сегменты — жизнь и развитие, четыре сферы выживания, охватываемые дианетикой.

## История

### Предыстория
Согласно официальной биографии, в 1923 году, в возрасте двенадцати лет, Хаббард встретился с капитаном 2-го ранга ВМС США Джозефом Томпсоном по прозвищу «Змей», который находился в переписке с Зигмундом Фрейдом и даже называл себя его учеником. По утверждениям последователей Хаббарда, Томпсон на протяжении нескольких месяцев знакомил того с глубинной психологией и представлениями Фрейда о разуме, что впоследствии повлияло на формирование идей Хаббарда о разуме.
Согласно официальной биографии, с 1927 по 1929 год Хаббард, будучи подростком, путешествовал без родителей по Восточной и Юго-Восточной Азии (Гуам, Гавайские острова, Япония, Китай, Филиппины, Гонконг, Тибет), изучая методы местных колдунов по воздействию на разум и по общению с духами.
Осенью 1930 года Хаббард поступил в Университет Джорджа Вашингтона на специальность по ядерной физике. Уже в те времена зародился его интерес к области, позднее ставшей дианетикой и саентологией: в частности, Хаббард проводил эксперименты с прибором визуализации звуковых волн Кёнига, пытаясь выяснить, что объединяет поэзию разных стран. После двух лет обучения Хаббард покинул университет, не получив высшее образование.
В своём жизнеописании Хаббард утверждает, что в 1933 году он отправился в «минералогическую экспедицию» в Пуэрто-Рико, где, помимо основных задач экспедиции, занимался изучением местных культур и верований, включая спиритизм и вуду.

### Написание дианетики
В 1947 году Хаббард открыл офис в Лос-Анджелесе для своих исследований дианетики. Там он применяет ранние разработки дианетики на актёрах, режиссёрах и писателях Голливуда.
В 1948 году Хаббард написал свою первую нехудожественную работу — «Первоначальные тезисы». Рукопись, показанная Хаббардом нескольким друзьям, повествовала о проблемах в работе человеческого разума и о возможности справиться с ними при помощи техник личного консультирования под названием «одитинг». В 1949—1950 годах Хаббард опубликовал первые статьи по дианетике: вступительное эссе «Терра инкогнита: разум» в «Журнале Клуба путешественников» за март 1950 года и «Дианетика: эволюция науки» в журнале «Поразительная научная фантастика» с предисловием от редактора этого журнала Кэмпбелла.
Благожелательные отзывы на «Первоначальные тезисы» побудили Хаббарда написать и издать более подробную книгу, и 9 мая 1950 года вышла в свет книга «Дианетика: современная наука душевного здоровья». В следующем месяце она заняла первое место в списке бестселлеров газеты «Нью-Йорк таймс», где оставалась до конца года. 10 августа в зале «Шрайн-Аудиториум» Хаббард провёл презентацию «Дианетики» для 6000 человек. В статье газеты Los Angeles Daily News от сентября 1950 года говорилось: «Всего лишь за пару месяцев Хаббард стал национальной знаменитостью и основателем самого быстрорастущего движения в США».

### Активная деятельность
В апреле 1950 года Хаббард и Кэмпбелл основали Дианетический исследовательский центр Хаббарда в городе Элизабет (штат Нью-Джерси). После августовской презентации остаток 1950 года Хаббард ездил по стране с лекциями о принципах, представленных в книге, и обучал одитингу интересующихся.
Вскоре по всей Америке были созданы многочисленные клубы по «изучению дианетики»: через два месяца после издания книги «Дианетика: современная наука душевного здоровья» в Нью-Йорке насчитывалось четырнадцать подобных групп, а по всей стране — около пятисот. Через год издатели книги уже готовились к её переводу на несколько европейских языков.
В 1950-х годах Хаббард продолжил читать лекции и написал ещё несколько книг по дианетике, а также объявил о создании саентологии.

### Реакция научного сообщества
Научное сообщество не приняло дианетику в качестве науки: ни Американская медицинская ассоциация, ни Американская психиатрическая ассоциация не проявили интереса к работам Хаббарда. И хотя он предлагал им рассмотреть свои взгляды на разум, они не приняли дианетику всерьёз. Более того, Американская психиатрическая ассоциация заявила, что методы дианетики не проверялись экспериментально, поэтому следует относиться к ним с осторожностью. Впоследствии Хаббард выражал в лекциях скептическое отношение к врачам и особенно к психиатрам, что в конце концов вылилось в создание антипсихиатрической Гражданской комиссии по правам человека.

## Основные моменты учения
Дианетика началась с предположения о том, что разум — это компьютер, который в оптимальном состоянии способен помнить все данные, рационально реагировать и решать возникающие проблемы. Сравнение разума с компьютером на тот момент было достаточно новым, поскольку во времена написания книги «Дианетика: современная наука душевного здоровья» первый электронный компьютер (ЭНИАК) существовал лишь несколько лет.

### Устройство разума
Согласно дианетике, разум человека состоит из аналитической части и реактивной. Аналитическая отвечает за рациональное мышление и характеризуется способностью замечать различия между предметами, явлениями и т. п. Реактивная же часть содержит воспоминания о негативном опыте, в том числе о периодах, когда человек находился без сознания, и может повторно вызывать боли, страхи и блокировать способности человека. Такие воспоминания называются «инграммами» (или «энграммами»); они, как считается, существуют на бессознательном уровне и скрыто влияют на человека, изменяя его поведение, снижая его интеллект и способность испытывать положительные эмоции.

### Психосоматические заболевания
В книге «Дианетика: современная наука о разуме» Хаббард относит большое количество заболеваний к категории психосоматических, и причиной их возникновения он считает воздействие инграмм на организм. В эту категорию, по мнению автора, входят артриты, бурситы, астма, аллергии, синусит, коронарная недостаточность, гипертония и даже простуда.

### Одитинг
Хаббард утверждал, что разработал методику для того, чтобы уменьшить влияние инграмм на жизнь либо вовсе лишить их силы. Методика, называемая «одитингом» (англ. auditing), заключается в том, что «одитор» (то есть тот, кто проводит одитинг) побуждает другого человека рассмотреть неприятное событие, произошедшее в прошлом, и несколько раз пересказать его, каждый раз находя дополнительные подробности. Последователи дианетики считают, что в результате такого проговаривания инграмма перестаёт скрыто воздействовать на человека и становится частью сознательного опыта, доступного для аналитической части разума. Впервые одитинг описан в книге «Дианетика: современная наука душевного здоровья».

### Клир
В дианетике считается, что с помощью одитинга человек может достичь оптимального психологического, эмоционального и физического состояния. Подразумевается, что такого состояния (называемого «клир», англ. clear — «чистый») можно достичь, проработав большое количество инграмм.

## Критика
В 1950 году немецкий философ и психолог Эрих Фромм в New York Herald Tribune Book Review написал рецензию на книгу «Дианетика: современная наука о разуме», назвав её «„Дианетика“: искателям сфабрикованного счастья». В ней он отметил, что «книгу Хаббарда трудно всерьёз рассматривать в качестве вклада в науку о Человеке», указывая, что та чрезмерно упрощает представление о работе разума и противоположна учению Фрейда.
Доктор психологических наук, профессор и заведующий кафедрой психологии развития, декан психологического факультета Самарского государственного университета К. С. Лисецкий отмечал:

Эта организация работает по принципу финансовой пирамиды, но единственное, что она продаёт людям, — это воздух, и на этом зарабатывает. Они предлагают своим «клиентам» социализацию, но социализацию, отличную от традиционной. Прежде всего, они способствуют тому, что человек отдаляется от своих родственников. Также обязательным условием становится деиндивидуализация человека. Он как бы теряет личностные особенности. Привычные ценности в их учении перевёрнуты. В этой организации прививаются иные модели социального поведения. Люди там разучиваются различать реальность и фантазию. Все сторонники этого учения, по моим наблюдениям, теряют чувство юмора, часто впадают в истерику и даже звереют при проявлении иронии в отношении их деятельности. Самое же главное: они превращаются в зомби, но не в управляемых, а в активно действующих. Одна моя студентка вместе с родственником попала в подобную организацию. Девушке с большим трудом удалось выбраться из неё. А вот родственнику не повезло. Наставники довели его до разорения. И по аналогичной схеме сторонники дианетики работают со всеми своими учениками. Так что не питайте иллюзий относительно нового центра и перед знакомством с организацией вооружитесь информацией о ней.

Доцент кафедры педагогической психологии МГППУ С. С. Степанов:

Для непредвзятого взора совершенно очевидно, что данная теория — не более чем плод богатого воображения талантливого фантаста. Любые якобы научные аргументы в её пользу не выдерживают проверки с помощью подлинно научной методологии. Фактически перед нами ещё одна разновидность мистического учения, в которое можно только верить или не верить, — научной верификации оно не подлежит.
Согласно информации правоохранительных органов, в 2009 году экспертиза деятельности одного из центров дианетики в Татарстане обнаружила наличие признаков социального и психологического воздействия на посещавших занятия. Проверка прокуратуры Алтайского края выявила, что деятельность Барнаульского «Гуманитарного центра дианетики» является не общественной, как заявлено центром, а религиозной. Юридические лица обоих центров дианетики ликвидированы в судебном порядке.
Американский философ Роберт Кэрролл в «Словаре скептика» утверждает, что «дианетика — это классический пример псевдонауки», а также отмечает следующее:

То, что Хаббард усиленно рекламирует как науку о разуме, не содержит в себе одного ключевого элемента, который ожидают видеть в науке, — эмпирическое подтверждение предположений. Кажется, что ключевые положения так называемой науки Хаббарда невозможно проверить, хотя он постоянно заявляет, что утверждает только научные факты и данные, полученные во время множественных экспериментов. Более того непонятно, как такие «данные» должны выглядеть. Большинство его данных представлены в виде устных историй и предположений такие, как история о пациентке, которая верит, что была изнасилована отцом в возрасте девяти лет. «Большое число психически нездоровых пациентов заявляют это» — говорит Хаббард, добавляя, что пациентка была «изнасилована» когда ей было «девять дней после зачатия… Воздействие и потрясение от полового акта очень некомфортны для ребёнка и могут дать ребёнку энграмму, которая будет содержать половой акт и всё, что было сказано» (Hubbard, 144). Такие предположения допустимы в художественной литературе, но не в науке. Таким образом, мы можем сказать, что саентология — это религия, построенная на вымысле. Но какая религия не построена на нём?

## Сочинения Хаббарда по дианетике
- Л. Рон Хаббард «Excalibur» (неопубликованная рукопись, 1938).
- Л. Рон Хаббард «Дианетика: первоначальные тезисы». (англ. «Dianetics: The Original Thesis») Другое название: «Динамики жизни» (1948).
- Л. Рон Хаббард, статья «Terra Incognita: The Mind» (в зимне-весеннем выпуске журнала «Клуб Путешественников» (Explorers Club Journal) 1949—1950).
- Л. Рон Хаббард «Дианетика: эволюция науки». (апрель 1950).
- Хаббард Рон Л. Дианетика: современная наука о разуме = Dianetics: The Modern Science of Mental Health. — Копенгаген, Дания: New Era Publications International ApS, 2007 (первое издание — май 1950). — 664 с. — ISBN 978-87-7687-1406.
- Л. Рон Хаббард «Наука выживания» (июнь 1951).
- Л. Рон Хаббард «Самоанализ» (август 1951).
- Л. Рон Хаббард «Детская дианетика» (октябрь 1951).
- Л. Рон Хаббард «Продвинутая процедура и аксиомы» (ноябрь 1951).
- Л. Рон Хаббард «Настольная книга для преклиров» (декабрь 1951).
- Л. Рон Хаббард «Дианетика 55!» (декабрь 1954).